# PH вредност
 вредност је мера активности водоникових јона (+) у раствору и на тај начин одређује да ли је дати раствор киселог или базног карактера. pH вредност је бездимензиона величина, и за поређење се користи pH логаритамска скала која обухвата вредности од 0 до 14. За киселе растворе pH вредност је мања од 7 ( < 7,0), а за базне је већа од 7 ( > 7,0). За неутралан раствор pH је 7. Мера аналогна овој за концентрацију хидроксидних јона у раствору је pOH.
pH је приближно негативни логаритам базе 10 моларне концентрације, изражене у јединицама мол по литру, водоничних јона. Прецизније то је негативни логаритам базе 10 активности водоничног јона. На 25 °, раствори са pH мањим од 7 су кисели, а раствори са pH већим од 7 су базни. Неутралне вредности pH зависе од температуре, тако да су ниже од 7 ако се повећа температура. Чиста вода је неутрална, има pH 7 на (25 °), те није ни кисела ни базна. Супротно популарном веровању, pH вредности могу да буду мање од 0 или веће од 14 за веома јаке киселине и базе.
Мерења pH вредности су важна у агрономији, медицини, хемији, третману воде, и многим другим видовима примене. pH скала се може пратити до сета стандардних раствора чије pH вредности су успостављене међународним договором. Примарне стандардне вредности pH су одређене користећи концентрациону ћелију са преносом, путем мерења разлике потенцијала између водоничне електроде и стандардне електроде као што је сребро хлоридна електрода. pH вредност водених раствора се може мерити помоћу стаклене електроде и pH метра, или индикатора.
Тренутно постоје три теорије које описују кисело-базне реакције: Аренијусова, Бронстед-Лауријева и Луисова при одређивању pH.

## Историја
Концепт pH вредности је први увео дански хемичар Серен Петер Лавриц Серенсен радећи у Карлсберговој лабораторији 1909. године и ревидиран у модерни pH 1924. године да се прилагодио дефиницијама и мерењима у погледу електрохемијских ћелија. У првој публикацији, нотација је имала „H” као подскрипт слова „p”, као што је: .
Тачно значење слова „p” у „pH” је спорно, мада према Карлсберговој фондацији, pH означава „експонент водоника”. Такође је предложено да „p” ознапава немачко Potenz (са значењем „степен”), други наводе француско puissance (које такође значи „степен”, на бази чињенице да је у Карлсберговој лабораторији француски био говорни језик). Још једна сугестија је да „p” означава латински термине pondus hydrogenii (количина водоника), potentia hydrogenii (капацитет водоника), или потенцијал водоника. Такође је напоменуто да је Серенсен користио слова „p” и „q” (често кориштени пар слова у математици) да једноставно обележи тест раствор (p) и референтни раствор (q). У данашње време у хемији, слово p означава „децимални кологаритам од”, и исто тако се користи у термину , којим се означава константе дисоцијације киселина.
Бактериолог Алис К. Еванс, позната по утицају њеног рада на млекарство и безбедност хране, приписала је заслуге Вилијаму Мансфилду Кларку и сарадницима (један од којих је и она била) за развој метода pH мерења током 1910-их, који су након тога имали знатан утицај на лабораторијску и индустријску примену. У њеним мемоарима, она не помиње колико су много, или мало, Кларк и сарадници знали о Серенсеновом раду од неколико година раније.‍:10 Она је изјавила:
У тим студијама [бактеријског метаболизма] Др. Кларкова пажња је била усмерена на ефекат киселине на раст бактерија. Он је открио да интензитет киселине у смислу концентрације водоникових јона утиче на њихов раст. Међутим постојећи методи за мерење киселости одређивали су количину, а не интензитет, киселине. Затим је са својим сарадницима др. Кларк развио прецизне методе за мерење концентрације водоничних јона. Ти методи су заменили непрецизни титрациони метод одређивања киселинског садржаја у биолошким лабораторијама широм света. Они су исто тако утврдили да је тај метод применљив у многим индустријским и другим процесима, где је и нашао широку примену.‍:10
Први електронски метод за мерење pH је изумео Арнолд Орвил Бекман, професор на Калифорнијском технолошком институту 1934. године. То је био одговор на захтев локално узгајивача цитруса, предузеће , коме је био потребан бољи метод за брзо тестирање pH вредности лимуна које су они брали у оближњим воћњацима.

## Дефиниција

### 
је негативни декадни логаритам концентрације позитивних водоникових јона. Иако је pH вредност бездимензиона величина, њена скала није произвољна. pH вредност се мери на основу активности водоникових јона у раствору. Формула за рачунање вредности је:
{\displaystyle {\mbox{pH}}=-\log _{10}[{H^{+}}]}
 означава активност + јона (или прецизније написано , еквивалент водоникових јона, измерених у јединици моларности, односно број водоникових јона једног литра датог раствора. 10 означава логаритам са базом од 10, тако да се pH вредност дефинише на логаритамској скали киселости. На пример, раствор са =8,2 ће имати  активност 10−8,2 mol/L, односно 6,31 × 10−9 mol/L. Док, раствор са  концентрацијом јона од 4,5 × 10−4 mol/L ће имати pH вредност од −log10(4,5 × 10−4) или 3,35. За чисту воду pH вредност од 7 означава да је раствор неутралан, јер се у води налази исти број H+ јона и − јона, са једнаким концентрацијама од 1×10−7 .
pH се дефинише као децимални логаритам реципрочне активности водоничног јона, , у раствору.
{\displaystyle {\ce {pH}}=-\log _{10}(a_{{\ce {H+}}})=\log _{10}\left({\frac {1}{a_{{\ce {H+}}}}}\right)}
На пример, за раствор са активношћу водоничног јона од 5×10−6 (на том нивоу, ово је есенцијално број молова водоничних јона по литру раствора) добија се 1/(5×10−6) = 2×105, и стога тај раствор има pH вредност од log10(2×105) = 5.3. Примера ради може се напоменути да су масе мола воде, мола водоничних јона, и мола хидроксидних јона респективно 18 g, 1 g, и 17 g, и да количина од 107 мола чисте (pH 7) воде, или 180 тона (18×107 g), садржи око 1 g дисоцираних водоничних јона (или 19 g  хидронијум јона) и 17 g хидроксидних јона.
 вредност зависи од температуре. На пример на 0 °  чисте воде је 7,47. На 25 ° је 7,00, а на 100 ° је 6,14.
Ова дефиниција је усвојена јер јонско-селективне електроде, које се користе за мерење pH вредности, одговарају на активност. Идеално, електродни потенцијал, E, следи Нернстову једначину, која за водонични јон може да буде написана као
{\displaystyle E=E^{0}+{\frac {RT}{F}}\ln(a_{{\ce {H+}}})=E^{0}-{\frac {2.303RT}{F}}{\ce {pH}}}
где је E мерени потенцијал, 0 је стандардни електродни потенцијал, R је гасна константа, T је температура у Келвинима, F је Фарадејева константа. За H+ број пренесених електрона је један. Електродни потенцијал је пропорционалан са pH кад је pH дефинисано у смислу активности. Прецизно мерење pH је описано у Међународном стандарду ISO 31-8 на следећи начин: Галванска ћелија је подешена да мери електромоторну силу (e.m.f.) између референтне електроде и електроде сензитивне на активност водоничног јона када су оне обе потопљене у неки водени раствор. Референтна електрода може да буде сребро хлоридна електрода или каломелна електрода. Електрода селективна за водонични јон је стандардна водоникова електрода.
Референтна електрода | концентровани раствор  || тест раствор | 2 | 
Прво, ћелија је испуњена раствором познате активности водоничног јона и мери се електромоторна сила, . Затим се мери електромоторна сила, EX, исте ћелије са раствором непознате pH вредности.
{\displaystyle {\ce {pH(X)}}={\ce {pH(S)}}+{\frac {E_{{\ce {S}}}-E_{{\ce {X}}}}{z}}}
Разлика вредности између две мерене електромоторне силе је пропорционална са pH. Овим методом калибрације се избегава потреба за познавањем стандардног електродног потенцијала. Константа пропорционалности, 1/z је идеално једнака са {\displaystyle {\frac {1}{2.303RT/F}}\ }, „Нернстовим нагибом”.
Да би се овај процес применио у пракси, користи се стаклена електрода уместо незграпне водоничне електроде. Комбинована стаклена електрода има уграђену референтну електроду. Она је калибрисана у односу на пуферске растворе познате активности водоничног јона. IUPAC је предложио употребу сета пуферних раствора познатих H+ активности. Два или више пуферских раствора се користе да би се прилагодило чињеници да се „нагиб” може донекле разликовати од идеалног. Да би се имплементирао овај калибрациони приступ, електрода се прво урони у стандардни раствор и очитавање на pH метру се подеси тако да је једнако са стандардном пуферском вредношћу. Очитавање из другог стандардног раствора пуфера се затим подешава, користећи контролу „нагиба”, тако да буде једнако са pH вредношћу датог раствора. Додатне информације у дате у IUPAC препоруци. Кад се користи више од два пуферна раствора електрода се калибрише уклапањем уочених pH вредности на праву линију у односу на стандардне пуферске вредности. Комерцијална стандардна пуферска решења обично имају доступне информације о вредности на 25 ° и о корекционим факторима који се користе за друге температуре.

## Одређивање
вредност се може једноставно и брзо одредити универзалном индикаторским папиром (уском траком филтер папира која је претходно третирана раствором смеше различитих индикатора). Мерно подручје универзалног индикаторског папира износи од 0 до 14 pH јединица. На кутији универзалног индикатора налази се обојена (стандардизована) скала са означеним нумеричким вредностима pH поред сваке боје.
Начин одређивања pH уз помоћ индикаторског папира је веома једноставан. Универзални индикатор се зарони пар минута у испитивани раствор, извади. Након вађења сачека се десетак секунди да се папир осуши. На крају се упореди промена боје на папиру са бојом на скали. Тамо где се боје слажу прочита се на скали нумеричка pH-вредност испитиваног раствора.